# Mira (Lícia)
Mira ou Mirra é uma antiga cidade da Lícia localizada onde hoje está a pequena Kale (Demre), na Província de Antália da Turquia. O local está às margens do rio Miro (Demre Çay), na fértil planície aluvial entre Alaca Dağ, a cordilheira de Massícito e o mar Egeu. A cidade é mais conhecida por causa de São Nicolau de Mira, que foi bispo ali no século IV, tradicionalmente identificado como sendo o Papai Noel (português brasileiro) ou Pai Natal (português europeu) nos países lusófonos.

## Evidências históricas
Embora alguns acadêmicos afirmem que esta Mira seja a mesma que a cidade de Mira em Arzaua, não há provas conclusivas disto. Também não há referências escritas para Mira antes de ela ter sido listada como uma das cidades participantes da Liga Lícia (168 a.C. – 43 d.C.) e, de acordo com Estrabão, era uma das maiores cidades da aliança.
Os cidadãos gregos da cidade adoravam Ártemis Eleutéria, a deusa protetora de Mira, assim como Zeus, Atena e Tique. As ruínas das cidades romana e lícia estão atualmente cobertas por sedimentos do rio, mas a acrópole, no platô de Demre, o teatro romano — destruído num terremoto em 141 e reconstruído depois – e os banhos foram parcialmente escavados.
Há duas necrópoles de túmulos escavados na rocha lícios com o formato de frontões de templos esculpidos nas paredes de rocha verticais nos penhascos de Mira: as necrópoles do rio e do oceano. Esta última está localizada a noroeste do teatro. O túmulo mais conhecido da necrópole do rio (localizado a 1,5 km seguindo o Demre a partir do teatro) é o "Túmulo do Leão", chamado também de "Túmulo Pintado", pois, quando o viajante Charles Fellows viu os túmulos em 1840, encontrou-os ainda ricamente pintados de vermelho, amarelo e azul.
Andriake era o porto de Mira no período clássico, mas acabou fechado pelos sedimentos do rio. A principal estrutura ainda de pé no local é um celeiro construído durante o reinado do imperador romano Adriano (r. 117–138). Ao lado dele há uma grande pilha de conchas de murex, evidência que o local era um centro produtor da púrpura.
No princípio da era cristã, Mira era a metrópole da Lícia. A cidade é tradicionalmente associada com São Paulo, que trocou de embarcações em seu porto durante sua viagem para Roma. São Nicolau de Mira foi bispo da cidade no século IV e conta-se que era um ardoroso adversário do arianismo no Primeiro Concílio de Niceia (325), embora seu nome não conste entre os signatários. Mira tornou-se a capital da eparquia bizantina da Lícia durante o reinado de Teodósio II (r. 408–450).

## Cerco de 809
Depois de um cerco em 809, Mira foi tomada pelas tropas abássidas do califa Harune Arraxide. No início do reinado de Aleixo I Comneno (r. 1081–1118), Mira foi novamente conquistada por invasores muçulmanos, desta vez os turcos seljúcidas. Na confusão que se seguiu, marinheiros de Bari, na Itália, roubaram as relíquias de São Nicolau e as levaram para sua cidade, onde chegaram em 9 de maio de 1087. A partir daí, Bari tornou-se um centro de peregrinação ao santo grego.

## Igreja de São Nicolau em Mira

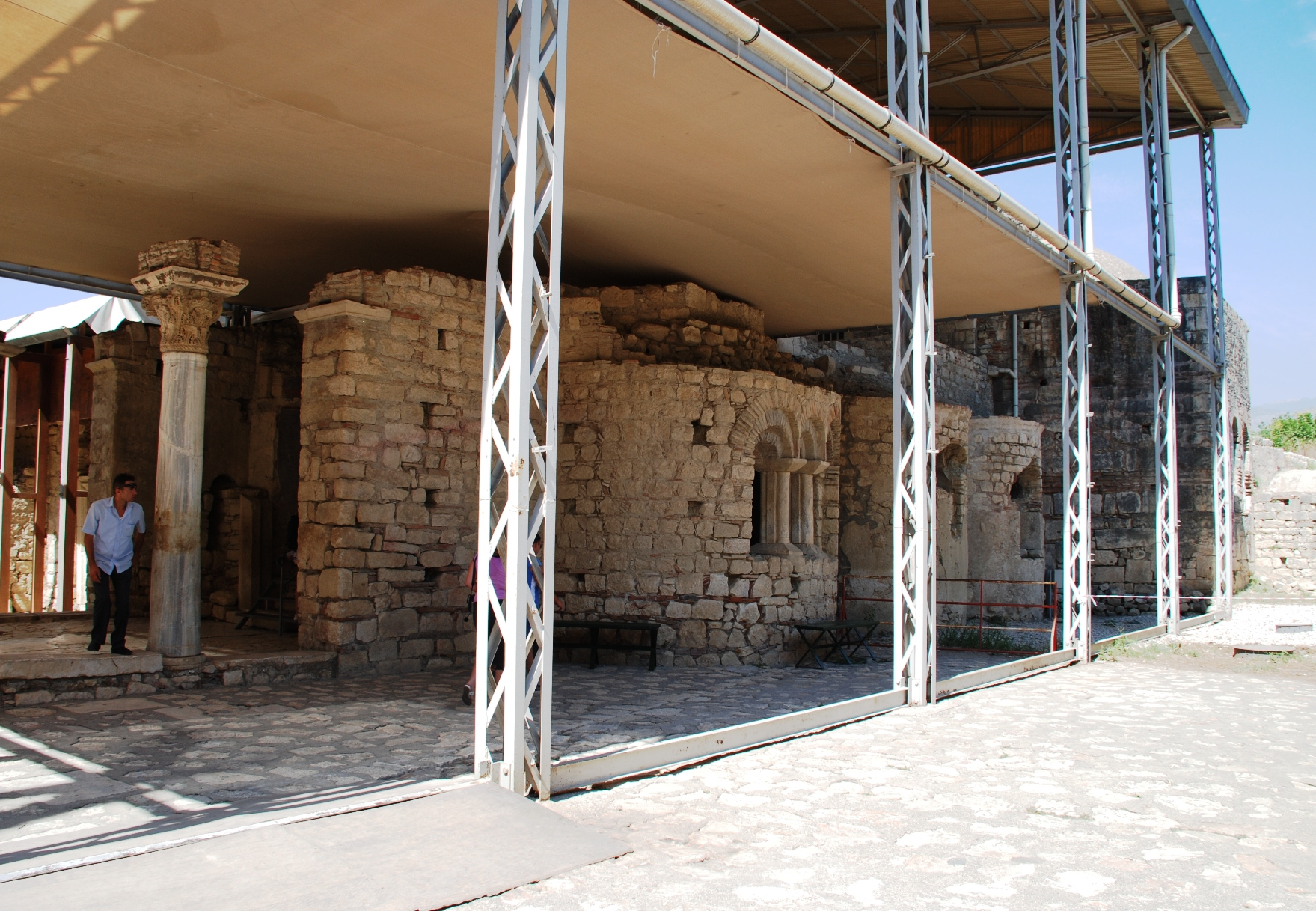
Igreja de São Nicolau em Mira

A mais antiga igreja de São Nicolau em Mira foi construída no século VI. O edifício moderno foi construído principalmente a partir do século VIII e um mosteiro lhe foi adicionado na segunda metade do século XI. Em 1863, o czar Alexandre II da Rússia comprou o edifício e começou a restaurá-lo, mas a obra jamais terminou. Em 1963, as paredes leste e sul da igreja foram escavadas e, cinco anos depois, o antigo confessio (túmulo de um mártir) de São Nicolau foi coberto.
O piso da igreja é feito de "opus sectile", um mosaico de mármore colorido e há alguns restos de afrescos nas paredes. Um antigo sarcófago grego de mármore foi reutilizado para enterrar o santo, mas seus ossos, como já se disse, foram roubados em 1087 e estão atualmente na Catedral de Bari.
A igreja está sendo restaurada. Em 2007, o Ministério da Cultura da Turquia concedeu a permissão para que Divina Liturgia fosse celebrada na igreja pela primeira vez em séculos. Em 6 de dezembro de 2011, o metropolita Crisóstomo, titular da sé de Mira, oficiou a cerimônia.